# 380 Фідуція
380 Фідуція (380 Fiducia) — астероїд головного поясу, відкритий 8 січня 1894 року Огюстом Шарлуа у Ніцці.